# 上越警察署
上越警察署（じょうえつけいさつしょ）は、新潟県警察が管轄する警察署の一つである。上越地域の拠点警察署であり大規模警察署であるが、署長は警視。

## 管轄区域
- 上越市（中郷区を除く）

## 所在地
- 新潟県上越市藤野新田1172

## 沿革
- 2005年（平成17年）6月 - 上越南警察署（旧高田警察署、上越市西城町3-7、跡地は高田交番及び第四銀行高田営業部）・上越北警察署（旧直江津警察署、上越市五智1-12、跡地はクスリのアオキ五智店）・安塚警察署（上越市安塚区安塚944、跡地は安塚交番及び更地）を統合して、上越警察署となる[1]。

## 組織
- 警務課
- 会計課
- 留置管理課
- 生活安全課
- 地域第一課
- 地域第二課
- 地域第三課
- 刑事第一課
- 刑事第二課
- 交通課
- 警備課

## 交番
- 高田駅前交番（上越市仲町4丁目1-1）
- 直江津駅交番（上越市東町1-1）
- 板倉交番（上越市板倉区針940-4）
- 三ツ屋交番（上越市安江1丁目3-28）
- 春日山交番（上越市新光町1丁目7-4）
- 高田交番（上越市西城町3丁目7-5） - 2007年（平成19年）3月に上越南警察署跡地に新設。
- 上越妙高駅前交番（上越市大和2丁目3-53）2017年（平成29年）11月に南本町交番と島田駐在所を統合して新設[2]。
- 柿崎交番（上越市柿崎区柿崎585-4） - 2020年（令和2年）3月に旧柿崎幹部交番を米山寺駐在所を統合し新庁舎に移転、一般交番に移行。
- 安塚交番（上越市安塚区安塚944-1） - 2020年（令和2年）12月に信濃坂駐在所を統合し新庁舎に移転、元安塚警察署庁舎を使用した幹部交番から一般交番に移行。
- 高田東交番（上越市大字上野田377-1） - 2022年（令和4年）2月に上野田駐在所・天野原駐在所・諏訪駐在所・高士駐在所を統合して開所[3]。
- 頸城交番（上越市頸城区百間町759-4） - 2023年（令和5年）2月に頸城駐在所から昇格。
- 大潟交番（上越市大潟区潟町353-2） - 2023年（令和5年）2月に犀潟駐在所・土底浜駐在所・潟町駐在所を統合して開所。

### 廃止された交番
- 南本町交番（上越市南本町1丁目5-17） - 2017年（平成29年）11月に上越妙高駅前交番に統合。
- 直江津港交番（上越市港町2-9）- 2020年（令和2年）3月に直江津駅交番・三ツ屋交番に管轄地域分割。
- 安塚幹部交番（上越市安塚区安塚944-1）- 2020年（令和2年）12月に元安塚警察署庁舎を使用した幹部交番だったが、信濃坂駐在所を統合し庁舎を新築、一般交番に移行。

## 駐在所
- 灰塚駐在所（上越市大字灰塚762-1）
- 三和駐在所（上越市三和区井ノ口269-7）
- 清里駐在所（上越市清里区岡野町572-7）
- 名立駐在所（上越市名立区名立小泊428-15）
- 長浜駐在所（上越市大字長浜199-3）
- 保倉駐在所（上越市大字下吉野869-1）
- 吉川駐在所（上越市吉川区原之町2025-6）
- 牧駐在所（上越市牧区柳島418-5） - 2023年2月 桜滝駐在所・柳島駐在所を統合して開所。
- 浦川原駐在所（上越市浦川原区顕聖寺71-5）
- 大平駐在所（上越市大島区大平1928-4）

### 廃止された駐在所
- 島田駐在所（上越市大字島田542-1） - 2017年（平成29年）11月に上越妙高駅前交番に統合。
- 米山寺駐在所（上越市柿崎区米山寺）- 2020年（令和2年）3月に柿崎交番に統合。
- 信濃坂駐在所（上越市安塚区信濃坂字二ツ山64-6）- 2020年（令和2年）12月に安塚交番に統合。
- 上野田駐在所（上越市大字上野田377-1） - 2022年（令和4年）2月に高田東交番に統合。
- 天野原駐在所（上越市大字本長者原119-3） - 2022年（令和4年）2月に高田東交番に統合。
- 諏訪駐在所（上越市大字南新保917-1） - 2022年（令和4年）2月に高田東交番に統合。
- 高士駐在所（上越市大字高津151-1） - 2022年（令和4年）2月に高田東交番に統合。

- 犀潟駐在所（上越市大潟区犀潟256-1） - 2023年（令和5年）2月に大潟交番に統合。
- 土底浜駐在所（上越市大潟区土底浜1865-1） - 2023年（令和5年）2月に大潟交番に統合。
- 潟町駐在所（上越市大潟区潟町353） - 2023年（令和5年）2月に大潟交番に統合。
- 桜滝駐在所（上越市牧区桜滝111-1） - 2023年（令和5年）2月に牧駐在所に統合。
- 柳島駐在所（上越市牧区柳島418-5） - 2023年（令和5年）2月に牧駐在所に統合。
- 頸城駐在所（上越市頸城区百間町759-4） - 2023年（令和5年）2月に3人体制にして頸城交番へ昇格。

## 主な事件
- 直江津駅リンチ殺人事件